# Palácio Verride

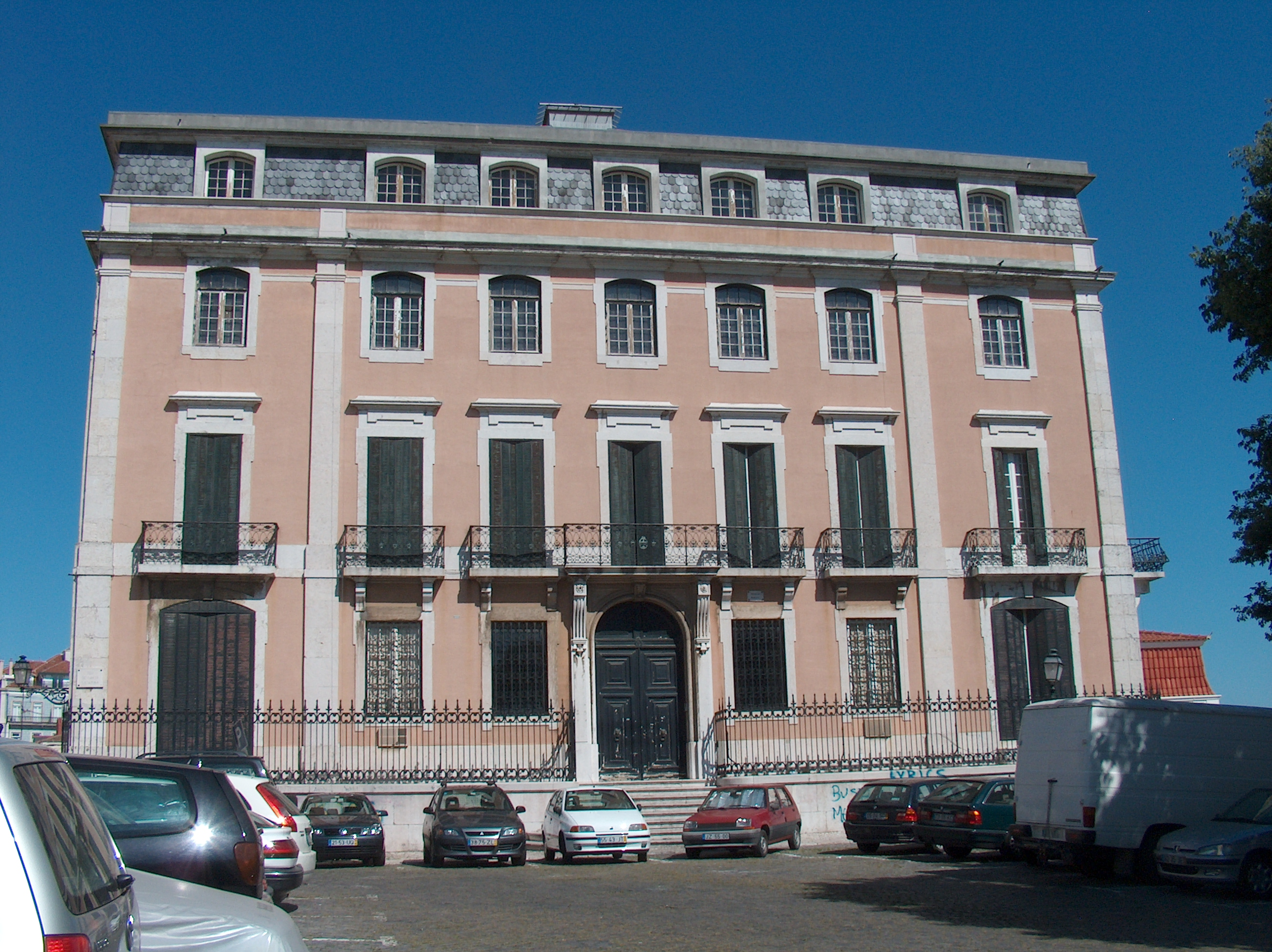
Fachada do Palácio de Verride

O Palácio de Verride ou Palácio de Santa Catarina está situado no Bairro da Bica, na Rua de Santa Catarina, junto ao Miradouro de Santa Catarina (popularmente chamado do Adamastor), em Lisboa.
Nele está instalado atualmente um hotel de 5 estrelas.
Recebeu o Prémio Valmor de Melhor Reabilitação Turística de 2018.

## História
Este palácio foi edificado no século XVIII.
Aqui morou o Conde de Verride.
Foi propriedade da Caixa Geral de Depósitos até 1993, quando os Gabinetes de Imagem e Comunicação foram transferidos para a sede no Campo Pequeno. Na mesma época, o piso nobre era utilizado como local de recepções e jantares.
Foi adquirido pela autarquia de Lisboa em 2003. Encetaram-se negociações entre a Câmara Municipal de Lisboa, o coleccionador Francisco Capelo e Bárbara Coutinho, a directora do futuro Museu do Design e da Moda (MUDE) para que o Museu ocupasse este edifício, o que não se concretizou.
No Palácio teve lugar uma exposição inserida no Festival Pop Up em 2010, de cultura urbana, da qual ainda hoje se podem ver alguns vestígios, nomeadamente no último piso (alguns grafitti).
Entre 22 e 28 de Outubro o Palácio reabriu as suas portas para a exposição "Verride", no âmbito da iniciativa Lisbon Week 2012 (com o patrocínio da Caixa Geral de Depósitos, na Rota da Arte). A curadora Filipa Oliveira convidou quinze artistas portugueses a exporem: Vasco Araújo, André Guedes (performance Tarde e obra no piso de entrada), Pedro Barateiro, Susana Mendes Silva, João Onofre, Gil Cortesão, Nuno Sousa Vieira, Joana Bastos, Patrícia Garrido, Luísa Cunha, Rui Chafes, Helena Almeida, Helena Marques, Daniel Blaufuks e Mauro Cerqueira. A exposição foi prolongada até dia 4 de Novembro de 2012.
´